# Detergent

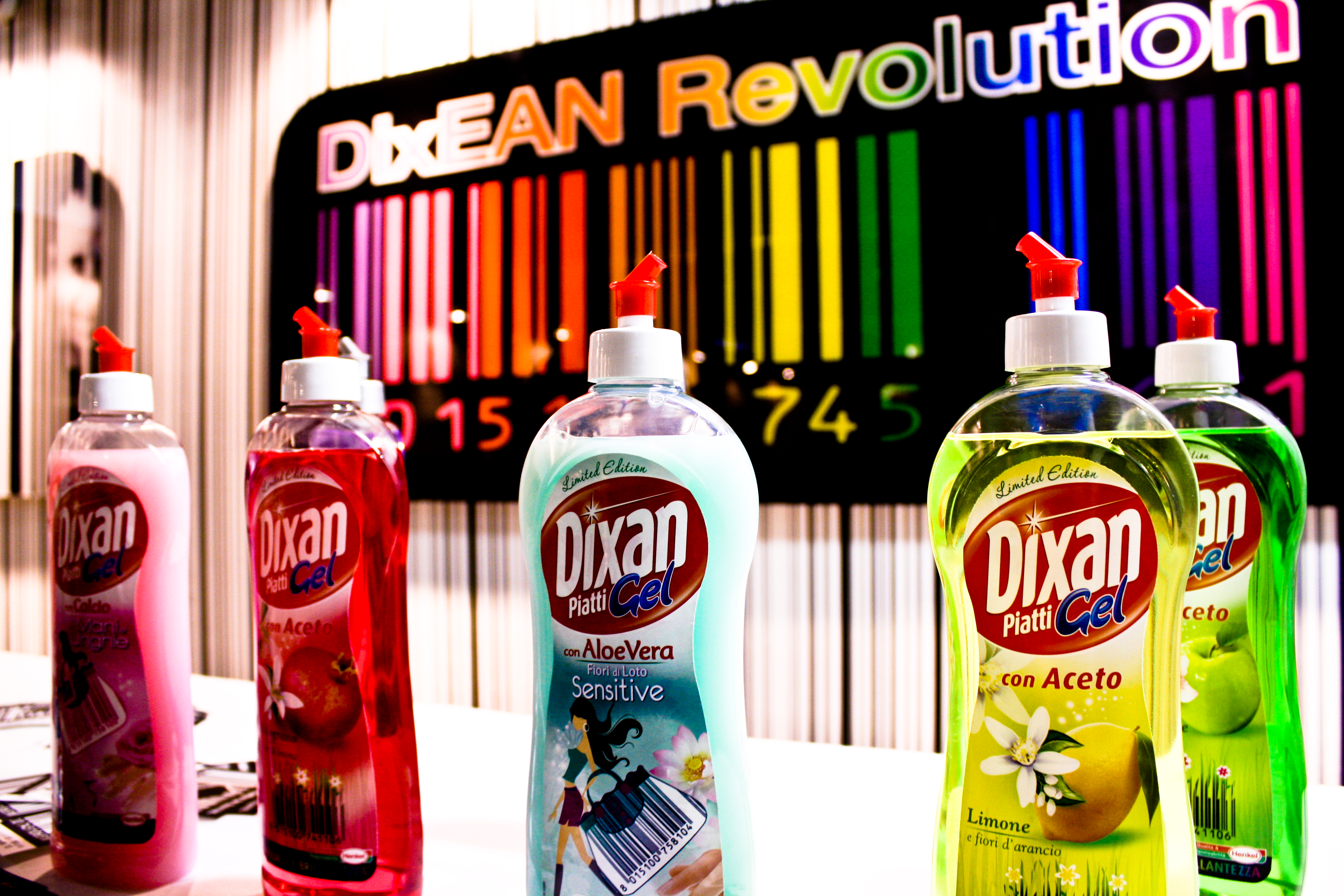
Detergenți

Detergenții sunt produși de sinteză, având o structură asemănătoare cu cea a săpunurilor. De aceea, ei sunt agenți de spălare și curățire, modificând tensiunea superficială a apei de spălare. Se poate aprecia că detergenții au o putere de spălare superioară săpunurilor. Frecvent ele includ elemente și combinații chimice cu rol de substanțe curățitoare active cum ar fi: tenside, acizi, baze și enzime, care ajută la îndepărtarea diferitelor forme de murdărie. Detergenții se produc specializat  pentru folosire în diverse activități de spălare și curățire cum ar fi:
- Curățiri și spălări de îmbrăcăminte.
- Spălări de vase de bucătărie.
- Spălări și curățiri de piese mecanice industriale.
- Curățiri de pardoseli.

## Clasificare
După structura lor, detergenții pot fi:
- anionici;
- cationici;
- neionici;
- biodegradabili.

### Detergenți anionici

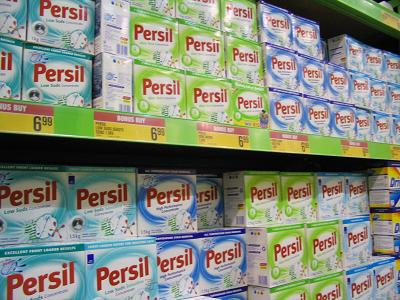
Detergenți Persil

Compuși cu catenă liniară de tip alchilic (nu au nucleu benzenic), care conține 12-18 atomi de carbon în moleculă sau pot avea catenă aril-alchilică, cu 8-12 atomi de carbon în moleculă, care are ca grupare polară o grupare sulfonică.
- {\displaystyle CH_{3}-\left(CH_{2}\right)_{n}-CH_{2}-SO_{3}^{-}Na^{+}}, n=10-16 - sare de sodiu a acidului alchilsulfonic
- {\displaystyle CH_{3}-\left(CH_{2}\right)_{n}-CH_{2}-OSO_{3}^{-}Na^{+}}, n=10-16
- {\displaystyle CH_{3}-\left(CH_{2}\right)_{n}-CH_{2}-\underbrace {C_{6}H_{4}} -SO_{3}^{-}Na^{+}}, n=6-10 - sare de sodiu a acidului alchil-aril sulfonic; acolada reprezintă un nucleu benzenic.

### Detergenți cationici
Compuși cu catenă liniară de tip alchilic, cu număr de atomi de carbon între 12 și 18, care are ca grupare polară o grupare cuaternară de amoniu.
- , n=10-16 - clorură de alchil trimetil amoniu

### Detergenți neionici
Compuși cu catenă liniară de lungime variabilă de tip alchilic și care au ca grupare polară grupa etoxi și o grupare hidroxil terminală.
- {\displaystyle R-CH_{2}-O-\left(\underbrace {CH_{2}-CH_{2}-O} \right)_{n}-CH_{2}-CH_{2}-OH}, n=10-12; acolada reprezintă gruparea etoxi.

### Detergenți biodegradabili

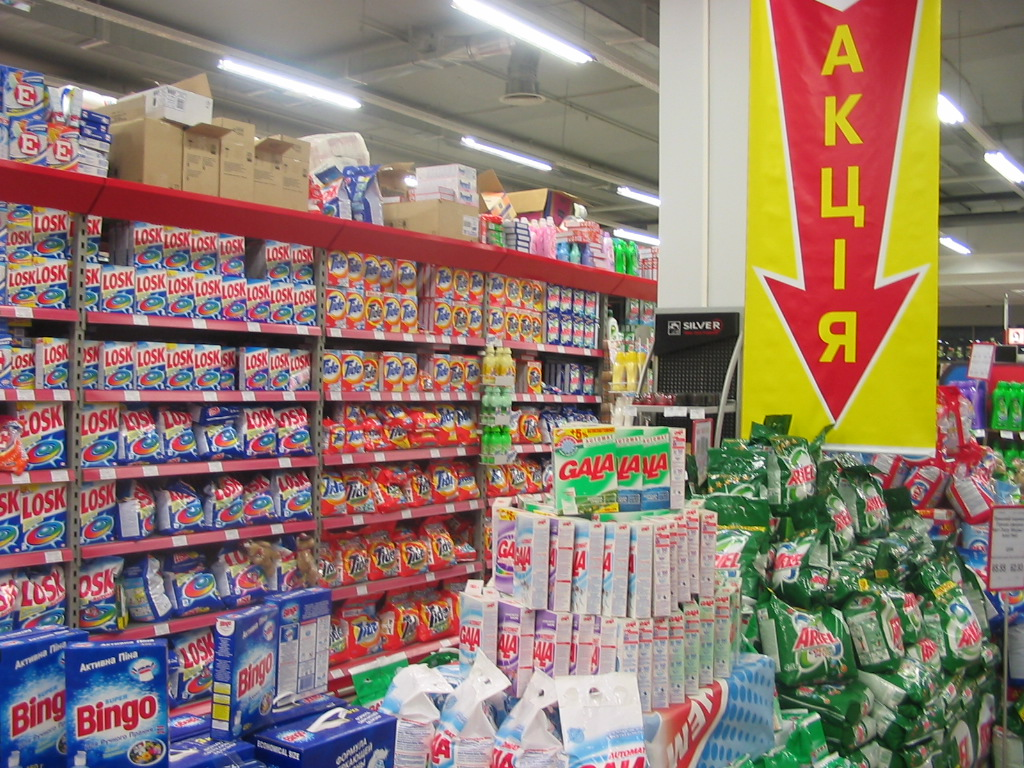
Secție cu detergenți a unui supermarket

Biodegradabilitatea reprezintă capacitatea detergenților aflați în apele reziduale de a se descompune sub acțiunea oxigenului și a microorganismelor. Majoritatea detergenților de pe piață sunt compuși din substanțe chimice rezistente la acțiunea factorilor biologici. Astfel, în momentul în care acești detergenți intră în contact cu apa și mediul inconjurator sunt foarte greu de eliminat și pot crea probleme serioase pentru mediul acvatic. Deversate pe sol, reziduurile rezultate din fabricarea detergenților obișnuiți sunt antrenate de ploi, ajungând la adâncimi foarte mari, chiar și dincolo de pânza freatică. 
Pentru creșterea performanțelor detergenților, în compoziția acestora se adaugă nitriți și fosfați, care au ca efect reducerea duritații apei. Ajunși în mediul acvatic, aceștia stimulează inmulțirea algelor, ceea ce duce la scaderea conținutului de oxigen în apă, făcând imposibilă viața faunei acvatice.
Mai mult de atât, cercetatorii au avertizat în mai multe randuri ca solurile agricole sunt tot mai infectate, pe langă pesticide, cu sulfat de alchilbenzen, substanță intalnită în detergenții anionici, cei mai bine vânduti la nivel mondial.
Aceste probleme ar putea fi eliminate total dacă s-ar utiliza la scară largă numai detergenți biodegradabili. Detergenții biodegradabili conțin ingrediente active care nu deteriorează suprafețele, se dizolvă ușor și nu sunt toxice pentru mediul inconjurator.

## Utilizări
Ca materie primă pentru obținerea detergenților se folosesc substanțe de origine petrochimică: arene, alchilarene, amine etc.
Detergenții anionici și cationici prezintă un mare dezavantaj, acela că nu sunt biodegradabili. Ajunși în apele reziduale, aceștia nu se descompun sub influența microorganismelor din apă în substanțe nenocive. Așadar, aceste două tipuri au acțiune poluantă puternică. Spre deosebire, cei neionici sunt avantajoși pentru că sunt biodegradabili.